# Perityle ambrosiifolia
Perityle ambrosiifolia là một loài thực vật có hoa trong họ Cúc. Loài này được Greene ex A.M.Powell & S.C.Yarborough mô tả khoa học đầu tiên năm 1994.